# Samuel Trask Dana
Samuel Trask Dana (auch Samuel T. Dana oder Sam Dana; * 21. April 1883; † 8. Mai 1978 in Alexandria, Virginia) war einer der bedeutendsten US-amerikanischen Forstwissenschaftler des 20. Jahrhunderts und galt als Doyen dieses Wissenschaftszweiges in den USA.

## Leben
Samuel Trask Dana gehörte zu den ersten US-amerikanischen Forstleuten, die eine universitäre Ausbildung erhalten hatten. Sein Studium der Forstwissenschaften an der Yale University schloss er 1907 mit dem Master of Forestry „summa cum laude“ ab und trat anschließend in den United States Forest Service ein. Zwölf Jahre später wurde er zum Leiter der Forschungsabteilung der Behörde ernannt und amtierte 1921 bis 1923 als Forstaufsichtsbeamter des Staates Maine. 1923 wurde er zum Direktor der Versuchs- und Forschungsstelle für die nordöstliche Region (Northeastern Forest Experiment Station) berufen und vier Jahre später, 1927, zum Professor und ersten Dekan (bis 1951) der School of Forestry and Conservation der University of Michigan in Ann Arbor, an der er bis 1963 tätig war.
Dana hat sich im Laufe seiner Karriere mit zahlreichen forstwissenschaftlichen Fachgebieten beschäftigt und verfasste zahlreiche Fachartikel und eine Reihe von bedeutenden Büchern, darunter Forestry Education in America Today and Tomorrow (1963; zusammen mit Evert W. Johnson und Hardy L. Shirley). Ihm lag dabei nicht nur die kompetente Ausbildung des forstlichen Nachwuchses in den Vereinigten Staaten selbst am Herzen, sondern auch diejenige für Fachkräfte weniger entwickelter Länder, vor allem Lateinamerikas, die er als Dekan in Ann Arbor nach Kräften förderte. Zudem trat er stets für eine ganzheitliche Sicht der forstwissenschaftlichen Ausbildung ein und regte an, diese über die eigentlichen forstwirtschaftlichen und verwaltungstechnischen Aufgaben hinaus zu erweitern und anzupassen. Ausgehend vom ohnehin vorhandenen Grundsatz der forstlichen Nachhaltigkeit betraf dies vor allem die Betrachtung der Wälder als Ökosysteme und daraus abgeleitete Umweltschutz-Bestrebungen. So wurde die School of Forestry and Conservation 1950 in School of Natural Resources umbenannt (seit 1992 School of Natural Resources and Environment (SNRE)). Zudem ist Dana auch mit Untersuchungen zu Forstgeschichte und Forstpolitik hervorgetreten, vor allem mit dem Buch Forest and Range Policy: Its Development in the United States (1956).
Daneben hatte Samuel T. Dana zahlreiche Ehrenämter innerhalb der amerikanischen Forstwirtschaft, aber auch darüber hinaus, inne. So war er Präsident der American Society of Foresters und seit 1942 auch Chefredakteur von deren Publikationsorgan Journal of Forestry sowie Direktor der American Forestry Association (AFA). Dana erhielt zahlreiche Auszeichnungen. So verlieh ihm die Syracuse University 1928 die Ehrendoktorwürde (Doctor of Science). 1956 ernannte ihn die Forest History Society (FHS) zum „Fellow“. Die Universität Michigan benannte 1961 das „West Medical Building“ zu Ehren Danas in „Samuel T. Dana Building“ um, als dort die School of Natural Resources einzog. Auch einer der Lehrstühle der SNRE sowie der von ihr verliehene Samuel Trask Dana Award sind nach ihm benannt.
Samuel Trask Dana starb am 8. Mai 1978 in Alexandria.

## Schriften
- Forestry and community development, Washington 1918
- What the national forests mean to the water user, Washington 1919
- als Herausgeber: History of activities in the field of natural resources University of Michigan, Ann Arbor 1953
- Forest and range policy, its development in the United States, New York 1956 (2. Auflage, bearbeitet und erweitert von Sally K. Fairfax et al.., New York 1980, ISBN 0-07-015288-8)
- zusammen mit Myron Krueger: California lands. Ownership, use, and management, Washington 1958 (Nachdruck unter dem Titel California lands, New York 1980, ISBN 0-405-11374-9)
- zusammen mit John H. Allison und Russell N. Cunningham: Minnesota lands. Ownership, use, and management of forest and related lands, Washington 1960
- zusammen mit Evert W. Johnson und Hardy L. Shirley: Forestry education in America today and tomorrow, Washington 1963
- Education and outdoor recreation, Washington 1968